# Владимир Кесарев
Владимир Кесарев (на руски: Владимир Кесарев) е съветски футболист и треньор.

## Кариера
Кесарев започва да играе професионален футбол на 25 години. Преди това той е шофьор на камион. Възпитаник е на школата на московската фабрика „Машиностроител“. Почетен майстор на спорта на СССР (1960 г.).
В началото е нападател, а по-късно той се преквалифицира като защитник. Играе за завод „Борец“, а от 1950 г. за аматьорския отбор Динамо. След 9 сезона играе за основния състав на Динамо Москва.
За националния отбор на СССР има 14 мача. Първият му мач за националния отбор е на 22 септември 1957 г. срещу Унгария, където националният отбор на СССР печели с резултат 2:1. Последният му мач е на 22 май 1963 г. срещу Швеция, в който националният отбор на СССР губи с резултат 0:1.
На първата Европейска купа той не участва поради операция на апендицит, въпреки че е в състава.

## Отличия

### Отборни
Динамо Москва
- Съветска Висша лига: 1957, 1959, 1963

### Международни
СССР
- Европейско първенство по футбол: 1960